# Hong Hwa-yeon
Hong Hwa-yeon (en hangul, 홍화연; 20 de marzo de 1998), es una actriz de televisión surcoreana. Debutó en televisión en 2022 con la serie Mental Coach Jegal; en 2025 obtuvo su primer papel protagonista en un canal nacional, SBS, con Corazones enterrados.

## Vida personal
Realizó sus estudios de secundaria en la Academia Gyeonggi de Lenguas Extranjeras (GAFL), en Uiwang-si, provincia de Geonggi. Después de graduarse allí, continuó sus estudios en la Universidad Konkuk, donde, interesada por la profesión docente, se graduó en el Departamento de Tecnología Educativa. Fue embajadora estudiantil de su vigésima promoción y prestó su imagen para la página de inicio del sitio web y el material promocional de la universidad. Durante esta etapa universitaria participó con éxito en una audición para BH Entertainment, agencia que la contrató.

## Carrera
Entre sus primeras apariciones públicas se encuentra el video musical Not About You, tema principal del primer álbum de larga duración del cantautor canadiense de origen coreano Junny. El 19 de agosto de 2022 la agencia BH Entertainment, que la descubrió durante sus estudios universitarios, anunció que había firmado un contrato de representación exclusiva con ella. En ese mismo mes trabajó ya como modelo publicitaria para la marca de cosméticos Burt's Bees. En el futuro seguiría apareciendo en publicidad; por ejemplo, en 2023, para una campaña de la cadena McDonalds.
Del mismo año 2022 son sus dos primeros trabajos en televisión. Entre septiembre y octubre se emitió en tvN la serie Mental Coach Jegal, en cuyo reparto está incluida Hong. Su papel es el de Kim Moo-young, la atleta más veterana del equipo nacional de patinaje. Inmediatamente después, en noviembre, protagonizó la serie web en dos episodios producida por Whynot Media Only You, que se estrenó en noviembre por YouTube. La trama gira en torno a la relación de una joven a la que un trauma ha conducido a una vida solitaria, y una perra cuyos pensamientos pueden oírse a través de un altavoz.
En 2023 apareció en el reparto de la serie de ENA Bo-ra! Deborah. Su personaje es el de Bang Woo-ri, una joven que entra con un contrato de prácticas en la editorial Jinri Book Publishing, mostrando el espíritu de una nueva empleada segura de sí misma que difunde energía positiva en todo lo que hace.
En 2025 obtuvo su primer papel protagonista en un canal de televisión terrestre, SBS. Su personaje fue el de Yeo Eun-nam en el drama de venganza Corazones enterrados. Como todos los demás componentes del reparto, Hong fue elegida a través de audiciones abiertas, en su caso superando a unas cien candidatas. El resultado sorprendió en primer lugar a la propia actriz, dado que se trata de una producción muy orientada a un público adulto, y su anterior personaje había sido el de una estudiante de primer curso de secundaria, de modo que daba por descontado que no tenía ninguna posibilidad. La serie se estrenó en febrero; un mes después Hong iba a ser una de los protagonistas de I Am a Running Mate, un «drama político de adolescentes» de TVING que representa el debut como director del guionista de Parásitos Han Jin-won, y que se presentó en el 28.o Festival de Cine de Busan en octubre de 2023. SIn embargo, la emisión de la serie, prevista para 2024, fue aplazada de modo indefinido, y, tras algunas vicisitudes, se estrenó finalmente el 19 de junio de 2025.

## Filmografía

### Series de televisión
| Año  | Título                    | Papel          | Canal             | Notas                   | Ref.          |
| ---- | ------------------------- | -------------- | ----------------- | ----------------------- | ------------- |
| 2022 | Mental Coach Jegal        | Kim Moo-young  | tvN               | Debut en televisión     | [ 9 ] [ 10 ]  |
| 2022 | Only You                  | Hyun Seul-gi   | Ssul Tv (YouTube) | Serie web, protagonista | [ 7 ] [ 11 ]  |
| 2023 | Bo-ra! Deborah            | Bang Woo-ri    | ENA               |                         | [ 6 ] [ 12 ]  |
| 2025 | Corazones enterrados      | Yeo Eun-nam    | SBS               | Protagonista            | [ 13 ] [ 14 ] |
| 2025 | El sabor de lo nuestro    | Jang Young-hye | ENA               |                         | [ 15 ]        |
| 2025 | I Am a Running Mate       | Yoon Jeong-hee | TVING             | Serie web               | [ 16 ] [ 17 ] |
| 2025 | El precio de la confesión |                | Netflix           | Serie web               | [ 18 ]        |

### Vídeos musicales
| Año  | Artista   | Título                  | Ref.         |
| ---- | --------- | ----------------------- | ------------ |
|      | Sugarbowl | Lower Your Expectations | [ 1 ]        |
| 2022 | Junny     | Not About You           | [ 3 ] [ 19 ] |

## Otras actividades

### Sesiones fotográficas
| Año  | Publicación | Número        | Ref.   |
| ---- | ----------- | ------------- | ------ |
| 2024 | W Korea     | Marzo de 2024 | [ 20 ] |